# Beltrania querna
Beltrania querna är en svampart som beskrevs av Harkn. 1884. Beltrania querna ingår i släktet Beltrania, divisionen sporsäcksvampar och riket svampar.   Inga underarter finns listade i Catalogue of Life.